# Proletarpigen (film fra 1915)
Proletarpigen er en italiensk stumfilm fra 1915 af Francesca Bertini og Gustavo Serena.

## Medvirkende
- Francesca Bertini som Assunta Spina.
- Gustavo Serena som Michele Boccadifuoco.
- Carlo Benetti som Don Federigo Funelli.
- Luciano Albertini som Raffaele.
- Amelia Cipriani som Peppina.